# Université de Twente
L'université de Twente (en néerlandais : Universiteit Twente) est une université à Enschede, aux Pays-Bas.

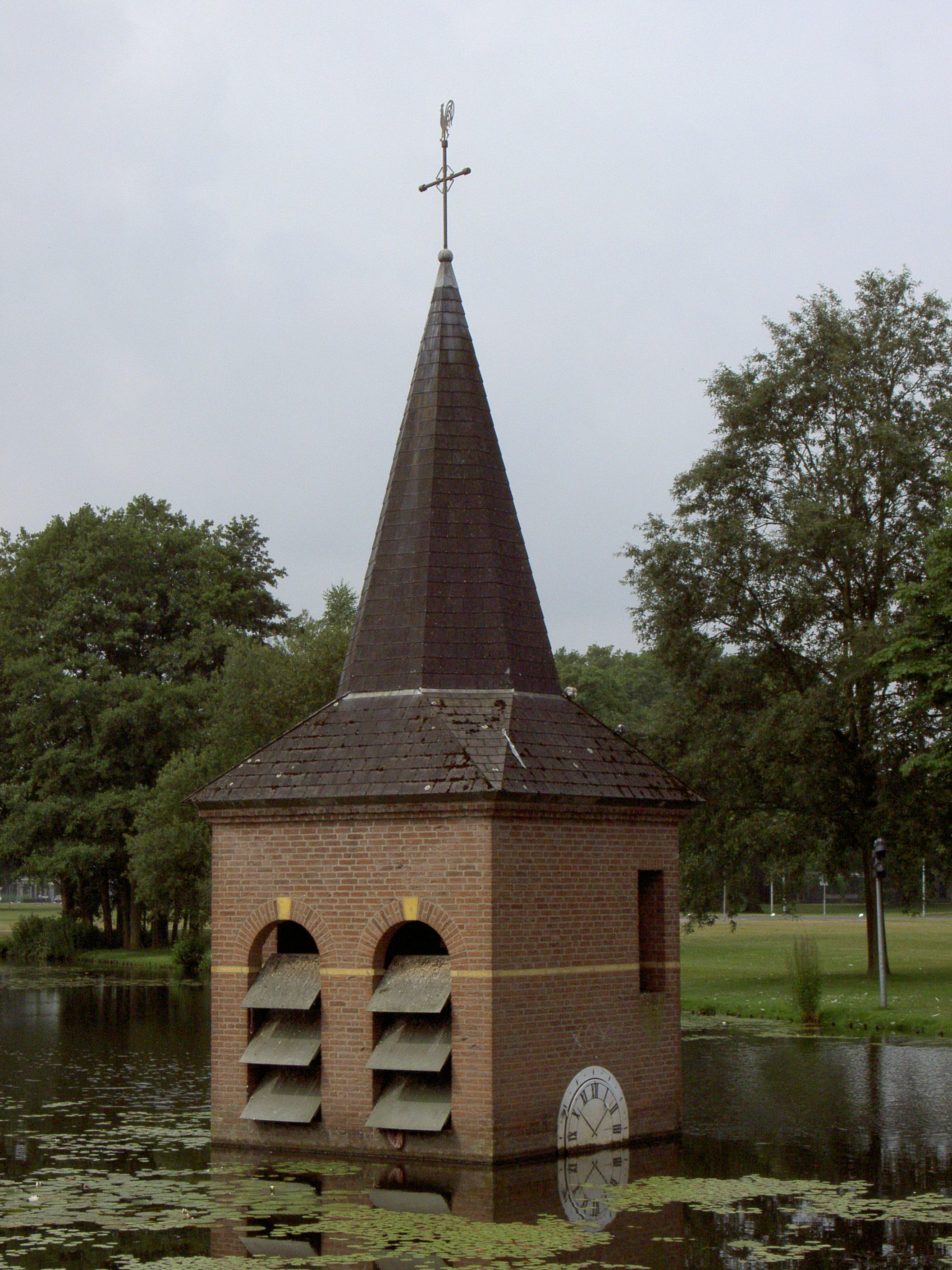
La Petite Tour de Drienerlo de Wim T. Schippers sur le campus de l'université.

Comptant plus de 9 000 étudiants toutes filières confondues, l'université est réputée comme étant une des meilleures universités des Pays-Bas, et figure en très bonne place dans les classements mondiaux, notamment pour son cursus en informatique (62e selon QS Ranking) et ingénierie (82e).

## Histoire
L'université a été créée en 1961 en tant que Technische Hogeschool Twente (THT), école supérieure technique de Twente, renommée en 1986 sous son nom actuel Universiteit Twente. Le développement de l'université a permis de revitaliser la région touchée par la crise de l'industrie textile.
Le campus a été bâti sur le domaine de Drienerlo, proche de Hengelo.

## Facultés
- Behavioural, Management and Social Sciences (BMS)
- Engineering Technology (ET)
- Electrical Engineering, Mathematics and Computer Science (EEMCS)
- Technische Natuurwetenschappen (TNW) : faculté de sciences appliquées de la Nature
- Geo-Informatie Wetenschappen en Aardobservatie (ITC), en anglais : Faculty of Geo-Information Science and Earth Observation : faculté de science de la géo-information et de l'observation de la Terre, faculté sui generis de l'Université de Twente.

Il est à noter que la grande ouverture à l'international de l'Université de Twente fait que les intitulés de plusieurs de ses facultés sont donnés en langue anglaise.

## Personnalités liées à l'université

### Étudiants
- Jaap Haartsen